# Roxanne (película)
Roxanne es una película de 1987, protagonizada por Steve Martin y Daryl Hannah. El guion fue escrito por Martin y es dirigida por Fred Schepisi. Se trata de una versión moderna  dentro del estilo de la comedia grotesca y romántica, de la tragedia heroica Cyrano de Bergerac de Edmond Rostand. La película gira en torno a C.D. Bales (Steve Martin) un jefe de bomberos reconocible por su larga nariz, que se enamora de Roxanne (Daryl Hannah) mientras ella a su vez se enamora de su personalidad pero de la imagen estética de otro hombre.

## Argumento
Charly D. Bales apodado C.D. es un jefe del cuerpo de bomberos de un pequeño pueblo. Es ágil, valiente y muy inteligente, el cual también posee dones naturales para la literatura. Sin embargo no le ha ido bien en sus relaciones sentimentales, algo que él se lo atribuye a su larga nariz. La gente del pueblo sabe que C.D. se ofusca fácilmente si alguien le hace mención de su nariz por lo cual nadie se atreve a tocar siquiera el tema.
Charly tiene una amiga y hermana de la vida llamada Dixie, propietaria de varios inmuebles de alquiler y de un bar que lleva su nombre. Ella le renta una casa durante el verano, a una estudiante de astronomía llamada Roxanne, que se encuentra observando y estudiando la trayectoria de un cometa. Charly pronto se enamora de ella, pero al poco tiempo Roxanne le pide ayuda a Charly para concretar una cita con uno de sus empleados del cuartel de bomberos, llamado Chris, el cual es elegante aunque muy ingenuo.
Chris sufre de ataques de pánico a la hora de acercarse a las mujeres por lo que decide escribirle una carta a Roxanne para concretar una cita. Pero no sabiendo cómo hacerlo, le pide a Charly que la escriba mientras que él solo la firmará.
Charly escribe la carta basándose en lo que él verdaderamente siente por Roxanne y ella creyendo que es Chris quien le ha enviado la misiva, acepta tener una cita. Sin embargo Chris vuelve a paralizarse de miedo al saber que ella ha aceptado verle e idea junto a C.D. un plan. Acude a la cita con una gorra cazadora que le cubre las orejas, ya que con ella disimula un auricular con el que Charly a través de un transmisor de mano, le va dictando al oído lo que debe decir durante la cita. Pero la transmisión comienza a tener interferencias, Chris se pone nervioso y dice una serie de incoherencias y Roxanne termina fastidiándose y marchándose dentro.
Chris recurre nuevamente a C.D. ambos permanecen entre los arbustos a la sombra de la noche debajo de la ventana de la casa de ella. Charly se pone algunas de las ropas de Chris y habla haciéndose pasar por él, expresando románticamente lo que siente por ella. Roxanne finalmente lo invita a pasar a hacer el amor y C.D. se marcha mientras Chris sube al cuarto de ella.
Luego de ello, Roxanne debe ausentarse unos días y le deja a Chris la dirección donde va a estar. Charly continúa enviándole cartas a Roxanne en nombre de Chris hasta que ella regresa al pueblo. Mientras Charly está escribiendo una nueva carta en el bar de Dixie,se entera de que Chris va camino a la casa de Roxanne. C.D. sale a su encuentro para advertirle que él le ha enviado varias cartas más para que Chris esté atento por si ella se lo menciona. Mientras tanto Dixie encuentra la carta que ha dejado allí C.D. la lee y decide contarle a Roxanne la verdad.
Chris se reúne con Roxanne y se altera cuando ella le expresa que su imagen estética ya no le importa porque su personalidad es ahora lo que ella ama y no su aspecto. Él huye de la casa dejándola a ella confundida. Luego él se reúne con Sandy una joven del pueblo, que trabaja en el bar, la cual le propone marcharse juntos a probar suerte fuera del pueblo. Chris se siente menos intimidado con ella y le escribe a Roxanne una carta de despedida de su puño y letra.
Roxanne llama a Charly y le pide que lea ambas notas, la de Chris que además de ser bastante torpe de narrativa tiene incluso faltas de ortografía, y la otra que en verdad escribió Charly. Tras leer ambas, Roxanne le revela que ya está al tanto de que fue él quien se hizo pasar por Chris y le recrimina haberla engañado. C.D. por su parte le explica que él había expresado en esas letras su verdadero sentimiento por ella y paralelamente le hace notar que la noche en que él le habló haciéndose pasar por Chris ella hizo subir a Chris demasiado rápido para intimar. Esto la enfada a ella aún más y termina golpeando a Charly en la nariz. Este se marcha pero a poco andar huele un incendio. Acude al lugar del fuego rápidamente y junto a sus hombres logran sofocar un posible incendio masivo en varias casas. La gente del pueblo festeja la heroica hazaña del cuerpo de bomberos.
Charly decide tener un momento de introspección en el tejado de su casa. Desde allí oye a Roxanne recitar una serie de conceptos poéticos y termina expresándole su amor por él. Charly baja del techo con agilidad circense y ambos sellan su amor con un beso.

## Reparto
| Actor                        | Personaje                                           |
| ---------------------------- | --------------------------------------------------- |
| Steve Martin                 | C.D. "Charlie" Bales                                |
| Daryl Hannah                 | Roxanne Kowalski                                    |
| Rick Rossovich               | Chris McConnell                                     |
| Shelley Duvall               | Dixie                                               |
| John Kapelos                 | Chuck                                               |
| Fred Willard                 | Mayor Deebs                                         |
| Max Alexander                | Dean                                                |
| Michael J. Pollard           | Andy                                                |
| Steve Mittleman              | Ralston                                             |
| Damon Wayans                 | Jerry                                               |
| Matt Lattanzi                | Trent                                               |
| Ritch Shydner y Kevin Nealon | dos hombres intoxicados que Charlie ve por la calle |
| Brian George                 | Dr. Dave Schepsi                                    |
| Maureen Murphy               | Cindy                                               |
| Heidi Sorenson               | Trudy                                               |
| Shandra Beri                 | Sandy                                               |

## Producción
Steve martin siempre había sido un admirador de la versión de Cyrano de Bergerac interpretada por José Ferrér. 
"Recuerdo solo pensando que esa era lo más grandioso que yo había visto alguna vez. Creo que se debe a que el personaje es muy fuerte Él es como una versión muy ingeniosa de lo que coincidentemente es popular en las películas de hoy en día. Él es más listo que cualquier otro, es más rápido que cualquier otro, más ingenioso que cualquier otro y sobrepasa a cada uno.  Eso es lo que es el Cyrano original". 
A comienzo de los 80s Martin tuvo la idea de actualizar la obra de Rostand, solo con la diferencia de que al final de la misma el protagonista se quedara con la chica. Decidió escribir el guion de la película, logrando 25 borradores a lo largo de tres años. A la cinta se le dio luz verde en Columbia por parte del entonces jefe de producción Guy McElwaine. Él fue reemplazado por David Puttnam a quien le gustó el guion, continuó con el apoyo del estudio y sugirió que se sumara al casting a Daryl Hannah Fue el primer film de Puttman con el auspicio de Columbia.
Roxanne fue filmada durante el verano de 1986 en el poblado de Nelson en Columbia Británica, Canadá. Steve Martin escogió utilizar el departamento de bomberos en Ward Street como un set primario. A pesar de que la película contiene referencias acerca del nombre del pueblo siendo Nelson, es retratado como estando en EE. UU.
Los buzones que figuran en la trama son USPS azules  y no Canadá Post rojos. En las escenas del bar, la marca en neón de la cerveza Miller muestra un eslogan publicitario del momento "Hecha a la manera Americana" el cual no era utilizado en Canadá. Hay además una escena  que muestra al camión de bomberos que tiene una placa de Washington que complementa una escena anterior donde Martin hace referencia a Seattle.
El maquillaje de Steve Martin para lograr la nariz característica, tomaba 90 minutos aplicarlo cada día y 2 minutos en quitarlo. "Dios como odio esa cosa" él decía.

## Recepción
La película recibió un 88% de aprobación por la crítica especializada de Rotten Tomatoes. "Aunque su dulzura raya en la cursilería, Roxanne es una comedia romántica descaradamente que sigue siendo una de las más divertidas de Steve Martin". Hal Himson del The Washington Post declaró "Es tan exagerada en su ternura e inocencia, que requiere un salto de imaginación por parte del espectador para entrar en su frecuencia de onda. Pocas películas, sin embargo, lo compensan como ésta".

## Miscelánea
- El Cyrano de Bergerac histórico, escribió una obra titulada "Viaje a los estados e imperios del sol y la luna". En la comedia Roxanne, Steve Martin alude a esa obra en una escena donde bromea acerca de OVNIs y aliens.
- Los "20 insultos sobre la nariz" en Roxanne que Steve Martin sarcástica e ingeniosamente le da a conocer a un bravucón en el bar de Dixie que lo llama simplemente "narigón", son una adaptación moderna de una situación similar que culmina en un duelo entre Cyrano y Valvet luego de haberle ofrecido Cyrano de manera satírica, 20 insultos que podría haberle dicho en lugar de "narigón". Durante el duelo de espadas Cyrano comienza a componer versos y promete que al final de sus versos herirá a su oponente[11] En Rozanne, el personaje de Martin culmina su diálogo insultando a su agresor con la frase "Cara chata, cerebro chato" y luego dejándolo KO con un par de golpes.
- Los nombres de los personajes del trío protagónico principal compuesto por Steve Martin, Daryl Hannah y Rick Rossowich, aluden a los protagonistas de la obra de Rostand donde C.D. Bales posee las mismas iniciales que "Cyrano de Bergerac"; Roxanne solo tiene una diferencia de una letra con su contrapartida y Chris es un diminutivo de Christian.
- En la obra de Rostand, Cyrano es jefe de los Cadetes de Gascuña y en Roxanne, Steve Martin es jefe del cuerpo de bomberos.
- La casa rentada por Roxanne  se encuentra actualmente sobre Silicia Street 64 en Nelson.[12]

## Premios y nominaciones
- Globo de oro a la mejor actuación en una película y comedia musical - Nominación a Steve Martin
- Premio LAFCA al mejor actor. Ganador Steve Martin en empate con jack Nicholson por su rol en las películas Tallo de Hierro y Las brujas de Eastwich.
- NSFC al mejor actor. Ganador Steve Martin
- WGA al mejor guion basado en material de otro medio